# 동키콩 (캐릭터)

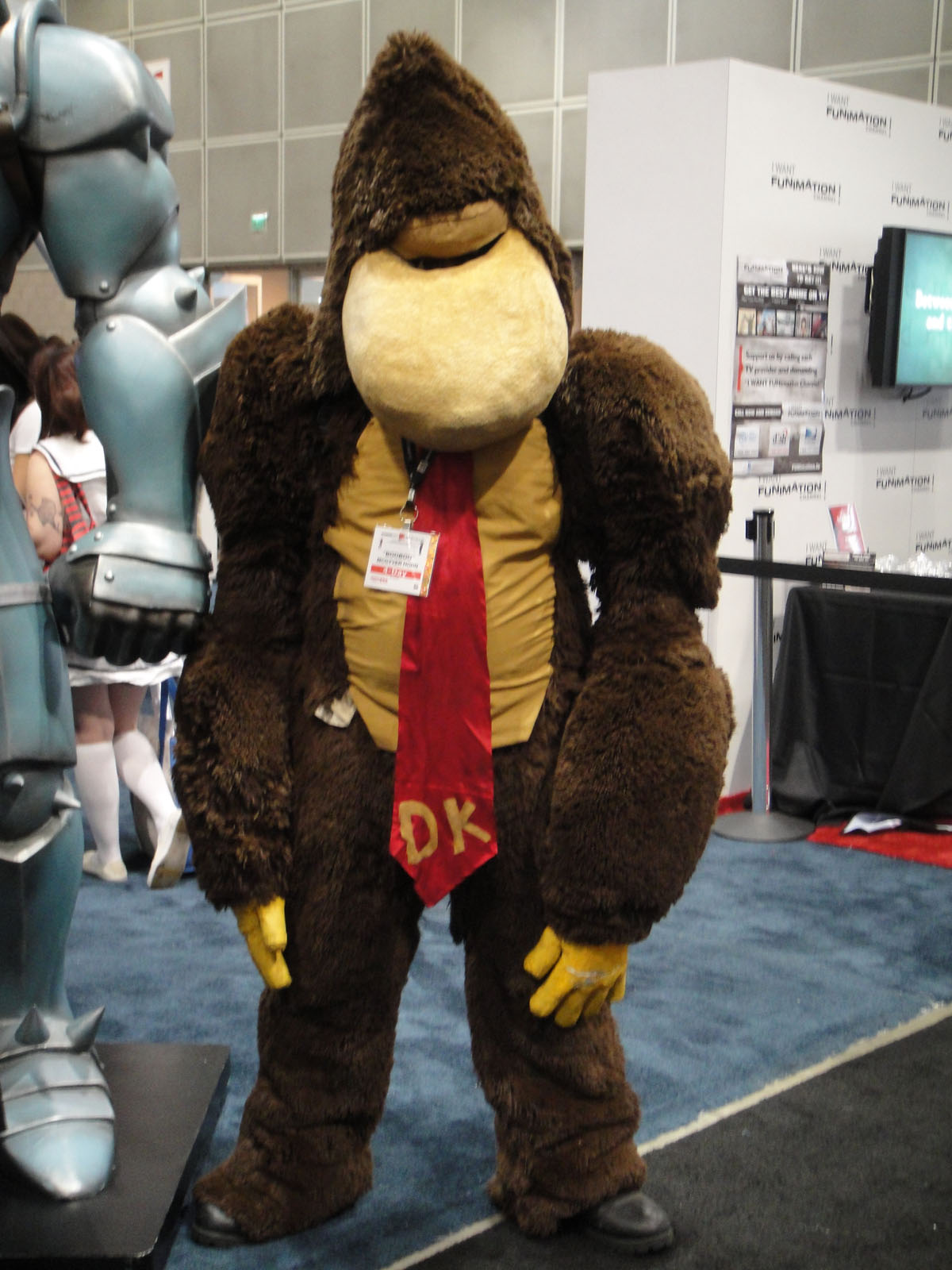

《동키콩》(일본어: ドンキーコング, (영어: Donkey Kong)은 닌텐도 사의 비디오 게임 등장인물이다. 정글 깊숙한 곳에 살고 있는 커다란 덩치의 고릴라로, 첫 등장은 1981년에 발매된 《동키콩》이다. 1994년부터는 넥타이를 매고 등장한다. 동키콩은 동키콩 시리즈에서 주인공이나 악역으로 다루어졌으며, 미야모토 시게루의 창작이다.

## 개념 및 제작
1981년, 닌텐도는 뽀빠이라는 한 토막의 만화에 기반한 게임을 만들기 위한 라이선스를 추구하고 있었다. 이것이 실현되지 못하면서 닌텐도는 이후 게임에 마케팅되어 사용 가능한 새로운 캐릭터를 만들 기회를 취하기로 결정하였다. 미야모토는 수많은 캐릭터와 이야기 개념을 떠올렸지만, 최종적으로는 올리브 오일(Olive Oyl) 때문에 생기는 블루토와 뽀빠이 간의 라이벌 관계와 비슷한 방식으로 고릴라/목수/여자친구의 삼각관계 이야기에 안착하였다.
블루토는 유인원으로 대체되었으나, 미야모토는 이 캐릭터가 너무 악의적이거나 혐오스럽지는 않으며 메인 캐릭터의 애완동물이라고 언급하였다. 미야모토는 이를 미녀와 야수로도 묘사하였으며, 1933년 영화 킹콩이 이 캐릭터에 영향을 주었다.

## 성우
- 일본판 성우 중 애니메이션 및 당시 광고 성우는 야마데라 코이치, 게임판, 마리오 시리즈에서의 성우는 나가사코 타카시.
- 한국판 성우 중 애니메이션 성우는 박조호, 3DS CF 성우는 최석필, 슈퍼 마리오브라더스 영화에서의 성우는 김현수.
- 북미판 성우는 애니메이션 성우는 리처드 이어우드, 슈퍼 마리오브라더스 영화에서의 성우는 세스 로건.